# Plumularia spirocladia
Plumularia spirocladia är en nässeldjursart som beskrevs av Totton 1930. Plumularia spirocladia ingår i släktet Plumularia och familjen Plumulariidae. Inga underarter finns listade i Catalogue of Life.